# Tristina eporedia
Tristina eporedia är en fjärilsart som beskrevs av Paul E. Whalley 1976. Tristina eporedia ingår i släktet Tristina och familjen Thyrididae. Inga underarter finns listade i Catalogue of Life.